# Sorry, I'm a Lady
Sorry, I'm a Lady è un singolo del duo pop spagnolo Baccara, pubblicato nel 1977 ed estratto dal loro primo album, Baccara.
La canzone è stata scritta da Rolf Soja e Frank Dostal.

## In altri media
La canzone fa parte della colonna sonora del film Mine vaganti, diretto da Ferzan Özpetek (2010).

## Formazione
- Mayte Mateos - voce
- María Mendiola - voce

## Classifiche
| Classifica (1977) | Posizione |
| ----------------- | --------- |
| Austria           | 1         |
| Belgio (Fiandre)  | 1         |
| Belgio (Vallonia) | 1         |
| Finlandia         | 3         |
| Germania          | 1         |
| Norvegia          | 1         |
| Paesi Bassi       | 1         |
| Regno Unito       | 8         |
| Svezia            | 3         |
| Svizzera          | 2         |